# Miguel Ángel Velasco (político mexicano)
Miguel Ángel Velasco (n. Xalapa, Veracruz; 30 de abril de 1903 - 1999) fue un político y luchador social de izquierda mexicano.

## Biografía
Miguel Ángel Velasco realizó únicamente estudios básicos de primaria, en la ciudad de Córdoba se dedicó al oficio de panadero y ahí muismo inició su actividad política como líder sindical, siendo uno de los fundadores y ocupando cargos en el Sindicato Único de Panaderos. Tras ello, consolidó su liderezco en los sectores políticos de izquierda, dedicándose a la lucha social como miembro de la Federación de la Juventud Comunista y del Partido Comunista Mexicano a partir de 1927, siendo miembro de su comité ejecutivo nacional de 1928 a 1943; se dedicó a la organización de los campesinos en lo que habían sido las haciendad michoacanas de Lombardía y Nueva Italia, expropiadas por el gobierno de Lázaro Cárdenas del Río, además fue integrante del primer comité ejecutivo de la Confederación de Trabajadores de México (CTM).
En 1943 renunció a su militancia en el Partido Comunista Mexicano debido a los frecuentes conflictos y purgas en su interior y en 1945 a 1950 fue cofundador del Movimiento de Unificación Socialista y en 1955 del Partido Mexicano de Obreros y Campesinos, de 1963 a 1968 fue miembro del Partido Popular Socialista al que renunció por el apoyo que este partido prestó al gobierno en los sucesos del Movimiento estudiantil de 1968 y en 1970 fundó el Movimiento de Acción y Unidad Socialista (MAUS) del que fue secretario general de 1977 a 1982.
Ante la Reforma política de 1977 en que el Partido Comunista Mexicano obtuvo registro legal y estuvo en posibilidad de competir en las elecciones integró al MAUS en una Coalición de Izquierda que con el registro del PCM participó en las elecciones legislativa de 1979 como candidato a diputado federal por Veracruz, y en 1980 fue candidato del mismo PCM a la Gubernatura de Veracruz en la que resultó elegido el candidato del PRI, Agustín Acosta Lagunes.